# Dipartimento di Kaniasso
Il dipartimento di Kaniasso è un dipartimento della Costa d'Avorio. È situato nella regione di Folon, distretto di Denguélé.
Nel censimento del 2014 è stata rilevata una popolazione di 58.216 abitanti.
Il dipartimento è suddiviso nelle sottoprefetture di Goulia, Kaniasso, Mahandiana-Sokourani.